# Don Ohl
Donald Jay Ohl (Murphysboro, Illinois, 18 de abril de 1936-San Luis, Misuri, 2 de diciembre de 2024) fue un jugador de baloncesto estadounidense que disputó diez temporadas en la NBA. Con 1,91 metros de estatura, jugaba en la posición de base. Fue cinco veces All Star.

## Trayectoria deportiva

### Universidad
Jugó durante cuatro temporadas con los Fighting Illini de la Universidad de Illinois, siendo elegido All-American en el año 1958.

### Profesional
Fue elegido en el puesto 36 de la quinta ronda del 1958 por Philadelphia Warriors, pero no se incorporó a la liga profesional hasta 1960, en las filas de los Detroit Pistons, que adquirieron sus derechos. Allí jugó durante cuatro temporadas, siendo en las dos últimas coando explotó definitivamente, siendo uno de los máximos anotadores del equipo junto a Bailey Howell, y consiguiendo en ambos años ser elegido para disputar el All-Star Game.
En la temporada 1963-64 se vio envuelto en uno de los primeros "megatraspasos" de la liga, que afectó a ocho jugadores. Detroit traspasó al propio Ohl, a Bailey Howell, Bob Ferry y los derechos del draft de Wali Jones y Les Hunter a Baltimore Bullets a cambio de Terry Dischinger, Rod Thorn y Don Kojis. Su llegada a Baltimore no afectó a su juego, llegando a promediar más de 20 puntos y 4 asistencias por partido, y siendo elegido en los tres años que allí permaneció de nuevo para jugar el All-Star Game.
Comenzada la temporada 1967-68, y ya con 31 años, fue traspasado a St. Louis Hawks, equipo con el que se mudó a la ciudad de Atlanta, y donde disputaría sus tres últiumas temporadas como profesional. En el total de su carrera promedió 15,9 puntos, 3,1 asistencias y 3,0 rebotes por encuentro.

## Estadísticas de su carrera en la NBA

### Temporada regular
| Temporada | Edad | Equipo            | Liga | Pos. | P   | TIT | MIN  | TC  | TCA  | %TC  | 3P | 3PA | %3P | 2P  | 2PA  | %2P  | TL  | TLA | %TL  | R.OF. | R.DEF. | REB | ASIS | ROB | TAP | PER | FP  | PTS  |
| 1960-61   | 24   | Detroit Pistons   | NBA  | SG   | 79  |     | 27.5 | 5.4 | 13.7 | .394 |    |     |     | 5.4 | 13.7 | .394 | 2.5 | 3.5 | .719 |       |        | 3.2 | 3.4  |     |     |     | 2.8 | 13.3 |
| 1961-62   | 25   | Detroit Pistons   | NBA  | SG   | 77  |     | 32.8 | 7.2 | 16.2 | .444 |    |     |     | 7.2 | 16.2 | .444 | 2.6 | 3.6 | .718 |       |        | 3.5 | 3.2  |     |     |     | 2.2 | 17.0 |
| 1962-63 ★ | 26   | Detroit Pistons   | NBA  | SG   | 80  |     | 37.0 | 8.0 | 18.1 | .439 |    |     |     | 8.0 | 18.1 | .439 | 3.4 | 4.8 | .724 |       |        | 3.0 | 4.1  |     |     |     | 2.9 | 19.3 |
| 1963-64 ★ | 27   | Detroit Pistons   | NBA  | SG   | 71  |     | 33.3 | 7.0 | 17.2 | .408 |    |     |     | 7.0 | 17.2 | .408 | 3.2 | 4.7 | .680 |       |        | 2.5 | 3.2  |     |     |     | 3.1 | 17.3 |
| 1964-65 ★ | 28   | Baltimore Bullets | NBA  | SG   | 77  |     | 36.6 | 7.4 | 16.8 | .438 |    |     |     | 7.4 | 16.8 | .438 | 3.7 | 5.0 | .732 |       |        | 4.4 | 3.2  |     |     |     | 3.6 | 18.4 |
| 1965-66 ★ | 29   | Baltimore Bullets | NBA  | PG   | 73  |     | 36.2 | 8.1 | 18.3 | .445 |    |     |     | 8.1 | 18.3 | .445 | 4.3 | 5.9 | .735 |       |        | 3.8 | 4.0  |     |     |     | 2.8 | 20.6 |
| 1966-67 ★ | 30   | Baltimore Bullets | NBA  | SG   | 58  |     | 34.9 | 7.8 | 17.3 | .451 |    |     |     | 7.8 | 17.3 | .451 | 4.8 | 6.1 | .780 |       |        | 3.3 | 2.9  |     |     |     | 2.6 | 20.3 |
| 1967-68   | 31   | TOTAL             | NBA  | PG   | 70  |     | 27.4 | 5.6 | 12.7 | .441 |    |     |     | 5.6 | 12.7 | .441 | 2.8 | 3.6 | .776 |       |        | 2.5 | 2.2  |     |     |     | 2.6 | 14.0 |
| 1967-68   | 31   | Baltimore Bullets | NBA  | PG   | 39  |     | 28.1 | 5.9 | 13.7 | .433 |    |     |     | 5.9 | 13.7 | .433 | 2.9 | 3.8 | .770 |       |        | 2.9 | 2.2  |     |     |     | 2.3 | 14.8 |
| 1967-68   | 31   | St. Louis Hawks   | NBA  | PG   | 31  |     | 26.5 | 5.2 | 11.5 | .454 |    |     |     | 5.2 | 11.5 | .454 | 2.7 | 3.4 | .783 |       |        | 2.0 | 2.4  |     |     |     | 3.0 | 13.1 |
| 1968-69   | 32   | Atlanta Hawks     | NBA  | SG   | 76  |     | 26.3 | 5.1 | 11.9 | .427 |    |     |     | 5.1 | 11.9 | .427 | 1.9 | 2.7 | .707 |       |        | 2.2 | 2.9  |     |     |     | 3.1 | 12.1 |
| 1969-70   | 33   | Atlanta Hawks     | NBA  | SG   | 66  |     | 14.9 | 2.7 | 5.6  | .473 |    |     |     | 2.7 | 5.6  | .473 | 0.9 | 1.1 | .806 |       |        | 1.1 | 1.5  |     |     |     | 1.7 | 6.2  |
| Total     |      |                   | NBA  |      | 727 |     | 30.8 | 6.4 | 14.9 | .434 |    |     |     | 6.4 | 14.9 | .434 | 3.0 | 4.1 | .732 |       |        | 3.0 | 3.1  |     |     |     | 2.8 | 15.9 |

★-All-Star

### Playoffs
| Temporada | Edad | Equipo            | Liga | Pos. | P  | TIT | MIN  | TC  | TCA | %TC  | 3P | 3PA | %3P | 2P  | 2PA | %2P  | TL  | TLA | %TL  | R.OF. | R.DEF. | REB | ASIS | ROB | TAP | PER | FP  | PTS |
| 1961      | 24   | Detroit Pistons   | NBA  | SG   | 5  |     | 130  | 25  | 78  | .321 |    |     |     | 25  | 78  | .321 | 13  | 19  | .684 |       |        | 19  | 14   |     |     |     | 13  | 63  |
| 1962      | 25   | Detroit Pistons   | NBA  | SG   | 8  |     | 317  | 71  | 171 | .415 |    |     |     | 71  | 171 | .415 | 22  | 27  | .815 |       |        | 27  | 25   |     |     |     | 22  | 164 |
| 1963      | 26   | Detroit Pistons   | NBA  | SG   | 4  |     | 155  | 33  | 83  | .398 |    |     |     | 33  | 83  | .398 | 19  | 22  | .864 |       |        | 12  | 19   |     |     |     | 18  | 85  |
| 1965      | 28   | Baltimore Bullets | NBA  | SG   | 10 |     | 432  | 100 | 208 | .481 |    |     |     | 100 | 208 | .481 | 61  | 78  | .782 |       |        | 64  | 27   |     |     |     | 46  | 261 |
| 1966      | 29   | Baltimore Bullets | NBA  | PG   | 3  |     | 111  | 34  | 67  | .507 |    |     |     | 34  | 67  | .507 | 12  | 16  | .750 |       |        | 14  | 8    |     |     |     | 13  | 80  |
| 1968      | 31   | St. Louis Hawks   | NBA  | PG   | 6  |     | 143  | 27  | 56  | .482 |    |     |     | 27  | 56  | .482 | 15  | 22  | .682 |       |        | 12  | 21   |     |     |     | 17  | 69  |
| 1969      | 32   | Atlanta Hawks     | NBA  | SG   | 11 |     | 194  | 30  | 86  | .349 |    |     |     | 30  | 86  | .349 | 13  | 22  | .591 |       |        | 13  | 16   |     |     |     | 25  | 73  |
| Total     |      |                   | NBA  |      | 47 |     | 1482 | 320 | 749 | .427 |    |     |     | 320 | 749 | .427 | 155 | 206 | .752 |       |        | 161 | 130  |     |     |     | 154 | 795 |